# Concert at Sea 2006
Concert at Sea 2006 was de eerste editie van het jaarlijkse popfestival Concert at Sea. De eerste editie vond plaats op 8 juli 2006. Hierbij waren 60.000 bezoekers aanwezig. Hiermee is het het grootste betaalde evenement ooit in Zeeland.

## Geschiedenis
Op 27 februari 2006 werd bekend dat er een eendaags festival in Zeeland kwam, met optredens van BLØF, Ilse DeLange, Racoon en een nog niet bekende internationale act. Het festival had een lage toegangsprijs van €7,50, en een capaciteit van 60.000 bezoekers. Op 2 juni werd bekend dat ook Eliades Ochoa van de Buena Vista Social Club en Novastar aan de lineup zijn toegevoegd. Op dat moment waren er al meer dan 50.000 kaarten verkocht.
Tijdens het festival stond er op het hoogtepunt van de verkeersstremming 25 km file op de N57 richting de Brouwersdam.

## Programma
De volgende artiesten stonden op de eerste editie van Concert at Seaː
- 17:00-17:30 Eliades Ochoa (Buena Vista Social Club)
- 18:00-18:45 Ilse DeLange
- 19:15-20:00 Racoon
- 20:30-21:00 Novastar
- 21:15-23:00 BLØF

2006 · 2007 · 2008 · 2009 · 2010 · 2011 · 2012 · 2013 · 2014 · 2015 · 2016 · 2017 · 2018 · 2019 · 2020 · 2022 · 2023 · 2024